# Wilhelmina nepenthicola
Wilhelmina nepenthicola är en tvåvingeart som beskrevs av Schmitz och Villeneuve 1932. Wilhelmina nepenthicola ingår som enda art i släktet Wilhelmina och familjen spyflugor. Inga underarter finns listade i Catalogue of Life.